# Súmate (Venezuela)
Súmate es una asociación civil venezolana sin fines de lucro fundada en julio de 2002.

## Historia
Fundada en 2002 como organización para consultar a los ciudadanos a través de la recolección de firmas acerca de temas de interés nacional, especialmente en cuanto al mandato del presidente Hugo Chávez, luego de coordinar técnicamente varios procesos de movilización ciudadana, logró la convocatoria de un referéndum revocatorio del mandato del presidente Hugo Chávez.[cita requerida] Tras una campaña orquestada desde la presidencia, se pretendió endosar a la organización la responsabilidad de haber forjado firmas ¨planas¨ para la convocatoria del referéndum revocatorio de 2004, tras la denuncia de supuesta usurpación de identidad de venezolanos que no habrían firmado o habrían fallecido; a pesar de que el proceso había sido administrado y vigilado por la autoridad electoral según sus propias normativas, que o bien habrían impedido esta manipulación electoral o lo habría hecho cómplice de la comisión de las irregularidades denunciadas por Hugo Chávez. Luego de esta recolección de firmas conducida por el CNE, entre el 28 de noviembre y el 1 de diciembre de 2003; el organismo electoral entregó a Súmate las planillas originales con las firmas recabadas, con las copias de las actas en las que constaba el número de firmas contenidas en cada planilla; contabilizándose 3.448.747 válidas, suficientes para la convocatoria del referéndum revocatorio en cuestión. Por último, el CNE convocó a un proceso de revisión de las firmas recogidas, solicitando a ciudadanos que ya habían firmado que acudieran nuevamente a estampar sus rubricas, lo que finalmente resultó en la convocatoria al referéndum para el 15 de agosto de 2004.
Cabe destacar que tras estos acontecimientos surgió la Lista Tascón, identificando a los firmantes que solicitaron el referéndum revocatorio, preparada luego de que el presidente Hugo Chávez ordenara al para entonces Presidente del CNE Francisco Carrasquero, que después fue nombrado Magistrado del Tribunal Supremo de Justicia, entregarle copias de las planillas con las firmas al diputado oficialista Luis Tascón. La lista fue publicada en la página web del diputado, exponiendo a los firmantes a la persecución política de diversas instancias gubernamentales.
Súmate llegó a tener 30.000 voluntarios en Venezuela, según información publicada por la organización. Afirman que su misión es promover el libre ejercicio de los derechos políticos, además de la discusión de temas de interés público según la constitución de 1999.
De acuerdo con sus detractores, la credibilidad como asociación civil de Súmate fue puesta en duda por unas donaciones que recibió por parte de la Fundación Nacional para la Democracia (NED por sus siglas en inglés) para fortalecer la democracia en Venezuela, entre los años 2003 y 2007. Estas donaciones, que según los voceros de la organización, sumadas todas durante todo este período no alcanzaron el medio millón de dólares y fueron dedicadas a formar a los ciudadanos en los novedosos contenidos de la participación protagónica incluidos en la reciente constitución de 1999 y en ningún caso a operativos de organización electoral, fueron seriamente criticadas por el presidente Hugo Chávez que alegaba que Súmate estaba detrás de un plan de conspiración en contra de su gobierno, aun cuando el mecanismo del referendo está contemplado en el Artículo 72 de la constitución de 1999. El CNE le dio la victoria a Chávez en el Referéndum presidencial de 2004.
En 2005 el Tribunal Supremo de Justicia presentó cargos en contra de la directiva de Súmate por recibir fondos por parte de Fundación Nacional para la Democracia. El juicio fue postergado en varias oportunidades, hasta que fue anulado y devuelto a su condición original a principios de 2006.
Para las elecciones presidenciales del año 2006, Súmate propuso realizar elecciones primarias para seleccionar al candidato opositor y se comprometió a desarrollar la logística. Ante el rechazo de uno de los aspirantes, el político y editor Teodoro Petkoff, en julio de 2006 ejerció presiones sobre los precandidatos para que participaran y finalmente lanza un ultimátum en rueda de prensa. La mayoría de los precandidatos se inscribieron para el proceso, pero la selección final resultó por consenso, por lo cual las primarias no se realizaron.
Desde ese momento la preeminencia de Súmate en el escenario político venezolano ha venido declinando, mientras continúa con sus actividades de veeduría electoral.
María Corina Machado ejerció la vicepresidencia de la asociación civil a partir de su fundación y la presidencia en el período 2008 y 2009, cuando renunció a la organización.